# 兼若逸之
兼若 逸之（かねわか としゆき、1945年 - ）は、日本の歴史学者。韓国文化院世宗学堂運営委員。元東京女子大学現代文化学部教授。専門は朝鮮史、日韓比較文化。

## 来歴
岡山県出身。1970年国際基督教大学卒業、1977年9月延世大学校文化大学院修士課程修了。
1981年誠信女子大学講師、のちに副教授、教授。1992年二松学舎大学文学部助教授、1996年東京女子大学現代文化学部助教授、のちに教授。
1993年からNHKのハングル講座を長年担当しており、ハングルの講師としてよく知られている。2012年、ハングル発展有功者表彰で韓国政府より宝冠文化勲章受勲。

## 著作
- 『兼若教授の韓国案内　釜山港に帰れません』（集英社 2003年）
- 『うまくなる！ 韓国語ステップ50』（明石書店 2001年）
- 『まるごと覚えようNHKスタンダード40ハングル』(NHK出版 2000年)

## 主張
いずれも『兼若教授の韓国案内　釜山港に帰れません』（集英社 2003年）より引用。
- 「韓国人が日本にわたってここがナラつまり国というわけで奈良と名付けた」
- 「日本の古文書には渡来人が文化を作ってあげた過程を書いてないのは　韓国人が日本人の立場になって日本人がコンプレックスをもたないように書いてあげたから」
- 「和歌の枕言葉は中国にも韓国にもないが　韓国人が日本に漢字を伝えるにあたり枕言葉ができた」
- 「日本の政治家が日韓併合条約を国連が承諾したなんて嘘を言った。その当時国連なんかなかった。日本人は韓国史を勉強すべきだ」